# Трегубов, Дмитрий Дмитриевич
Дми́трий Дми́триевич Трегу́бов (1884—1919) — подполковник 10-го гусарского Ингерманландского полка, герой Первой мировой войны.
Из дворян Воронежской губернии. Имел старшего брата Александра (1882—1919), также офицера 10-го гусарского полка и георгиевского кавалера.
Окончил Михайловский Воронежский кадетский корпус (1903) и Елисаветградское кавалерийское училище (1905), откуда выпущен был корнетом в 18-й драгунский Клястицкий полк. Произведен в поручики 1 сентября 1908 года. 8 августа 1910 года переведен в 10-й гусарский Ингерманландский полк. Произведен в штабс-ротмистры 10 сентября 1912 года.
На фронт Первой мировой войны выступил в должности младшего офицера конно-пулеметной команды. Удостоен ордена Св. Георгия 4-й степени
За то, что 21 сентября 1914 года в бою под г. Санок, командуя четырьмя пулеметами, выбил неприятеля из окопов, преследовал его и захватил пулемет, который и представил своему начальнику.
Произведен в ротмистры 26 ноября 1916 года на основании Георгиевского статута, в подполковники — 1 апреля 1917 года.
В Гражданскую войну участвовал в Белом движении на Юге России. Осенью 1918 года с группой офицеров и гусар-ингерманландцев под командой полковника Барбовича с боями пробился из Чугуева на Дон, где и присоединился к Добровольческой армии. Служил в Ингерманландском гусарском дивизионе в составе Добровольческой армии и ВСЮР. Полковник Трегубов умер от тифа 1 февраля 1919 года в Мариуполе. Был женат.

## Награды
- Орден Святого Георгия 4-й ст. (ВП 13.01.1915)
- Орден Святого Владимира 4-й ст. с мечами и бантом (ВП 22.01.1915)
- Орден Святого Станислава 3-й ст. с мечами и бантом (ВП 23.01.1915)
- Орден Святой Анны 3-й ст. с мечами и бантом (17.01.1916)